# 中国禁毒基金会
中国禁毒基金会（英語：China Narcotics Control Foundation，缩写“CNCF”），位于北京市东城区东长安街14号，是由中华人民共和国公安部主管的具有独立法人地位的全国性公募基金会。

## 简介
1999年4月，中国禁毒基金会在中华人民共和国民政部注册。2007年11月22日，经民政部登记注册，中国禁毒基金会成立。中国禁毒基金会的登记管理机关是民政部，业务主管单位是公安部。创建之初，《中国禁毒基金会章程》规定其宗旨是：“坚持以人为本，贯彻国家禁毒工作方针，动员社会各界和广大人民群众参与禁毒斗争，募集和接受捐赠，支持中国禁毒事业的发展，为创建社会主义和谐社会做出贡献。”《中国禁毒基金会章程》具体规定了其公益活动的业务范围：
1. 面向境内外开展符合本基金会宗旨的募捐活动；
2. 协助、资助禁毒宣传教育、戒毒康复、禁毒执法、禁毒管理、禁毒国际合作等工作；
3. 开展禁毒工作专题调研和基础理论研究；
4. 奖励为禁毒事业做出突出贡献的集体和个人，抚恤禁毒斗争中牺牲和受伤的有功人员；
5. 开展国际民间禁毒交流和友好往来；
6. 按照国家有关政策及国家禁毒委员会、公安部有关要求开展其他活动[1][2]。

中国禁毒基金会由24名理事、2名监事组成。中国禁毒基金会秘书处下设：办公室、基金项目部、宣传联络部。
中国禁毒基金会成立后，在国家禁毒委员会办公室和公安部禁毒局的领导下，募集资金和实物以支持禁毒工作。据不完全统计，2007年至2015年10月，中国禁毒基金会以“禁毒关爱工程”为抓手，先后在宣传教育、禁吸戒毒、抚恤慰问、国际合作、涉毒人员帮扶等八方面开展500余个公益项目，支出现金和实物累计逾1亿元人民币。

## 历任领导
| 理事长 1. 陶驷驹（2007年—2015年，第一届） 2. 杨凤瑞（2015年—，第二届） 副理事长 - 张世瑷（2007年—2015年，第一届，常务副理事长） - 刘志民（2007年—2015年，第一届） - 古润金（2007年—，第一、二届） - 杨凤瑞（？—2015年，第一届） - 陈存仪（2015年—，第二届） | 秘书长 1. 陈绪富（2007年—？，第一届） 2. 李宪辉（2012年—，第一、二届） 副秘书长 - 陈兴友（2007年—？） - 王向东（2012年—2016年） - 杨伟明（2016年—） - 刘巍（2016年—） |